# Sport w Mińsku Mazowieckim
Za sport w Mińsku Mazowieckim w mieście odpowiada podlegający mu Miejski Ośrodek Sportu i Rekreacji. Ośrodek jest też właścicielem (a raczej obsługuje majątek miasta) stadionu przy ul. Sportowej, oraz Aquaparku przy ul. Wyszyńskiego.
Drugą instytucją jest „Mazovia-ZNTK”, który jest związany z MOSiR-em, jednak formalnie jest osobną instytucją. Prowadzi on m.in. amatorski zespół seniorów.

## Działalność i wydarzenia sportowe
- brydż sportowy, tenis ziemny, tenis stołowy, warcaby, szachy, wędkarstwo, łyżwiarstwo (rekreacyjne i hokej), kolarstwo górskie
- klasyczne sporty walki: Kickboxing, boks zawodowy (Krzysztof Włodarczyk), taekwondo, judo
- zajęcia sprawnościowe młodzieży, wiązane niekiedy z subkulturą: parkour, dirt jumping, skateboarding
- piłka nożna: Mazovia Mińsk Mazowiecki i Miejski Ośrodek Sportu i Rekreacji prowadzą szkolenie młodych piłkarzy oraz amatorski zespół seniorów
  - wygrana w międzynarodowym turnieju piłki nożnej miast zaprzyjaźnionych piłkarzy MOSiR-u (roczniki 1988 i 1989) w Grecji w 2006 roku[potrzebny przypis].
- co roku organizowana jest impreza w sportach motorowych: Rally Mińsk
- rugby: RC Mazovia Mińsk Mazowiecki
- siatkówka: MMKS Mińsk Mazowiecki
- koszykówka: UKS PROBASKET Mińsk Mazowiecki
  - 8 miejsce w Mistrzostwach Polski Młodzików (U14) PZKosz w sezonie 2015/2016 (rocznik 2002)
  - Mistrzostwo Mazowsza Młodzików (U14) WOZKosz w sezonie 2015/2016 (rocznik 2002)
  - Wygrana w turnieju ćwierćfinałowym Mistrzostw Polski Młodzików (U14) PZKosz w Białej Podlaskiej w sezonie 2015/2016 (rocznik 2002)
  - Organizacja turnieju półfinałowego Mistrzostw Polski Młodzików (U14) PZKosz w sezonie 2015/2016 (2 miejsce rocznik 2002)
- tenis: klub Masters
  - cotygodniowe turnieje z cyklu Grand Prix Mazowsza w singlu, deblu i mikście w kategorii open dla zaawansowanych jak i początkujących graczy

### Miejski Ośrodek Sportu i Rekreacji
Miejski Ośrodek Sportu i Rekreacji w Mińsku Mazowieckim zarządza obiektami:
- stadion przy ul. Sportowej
- korty tenisowe przy ul. Wyszyńskiego i ul. Sportowej (działalność komercyjna)
- aquapark.
- stadion przy ul. Budowlanej

Poza tym zajmuje się, przede wszystkim, organizacją czasu wolnego dzieci i młodzieży poprzez:
- szkolenie piłkarzy
- organizację zawodów w biegach przełajowych
- organizację zawodów w grach planszowych

Podobne zadania realizują również szkoły i inne kluby sportowe (w tym prywatne).

## Obiekty sportowe i rekreacyjno-sportowe

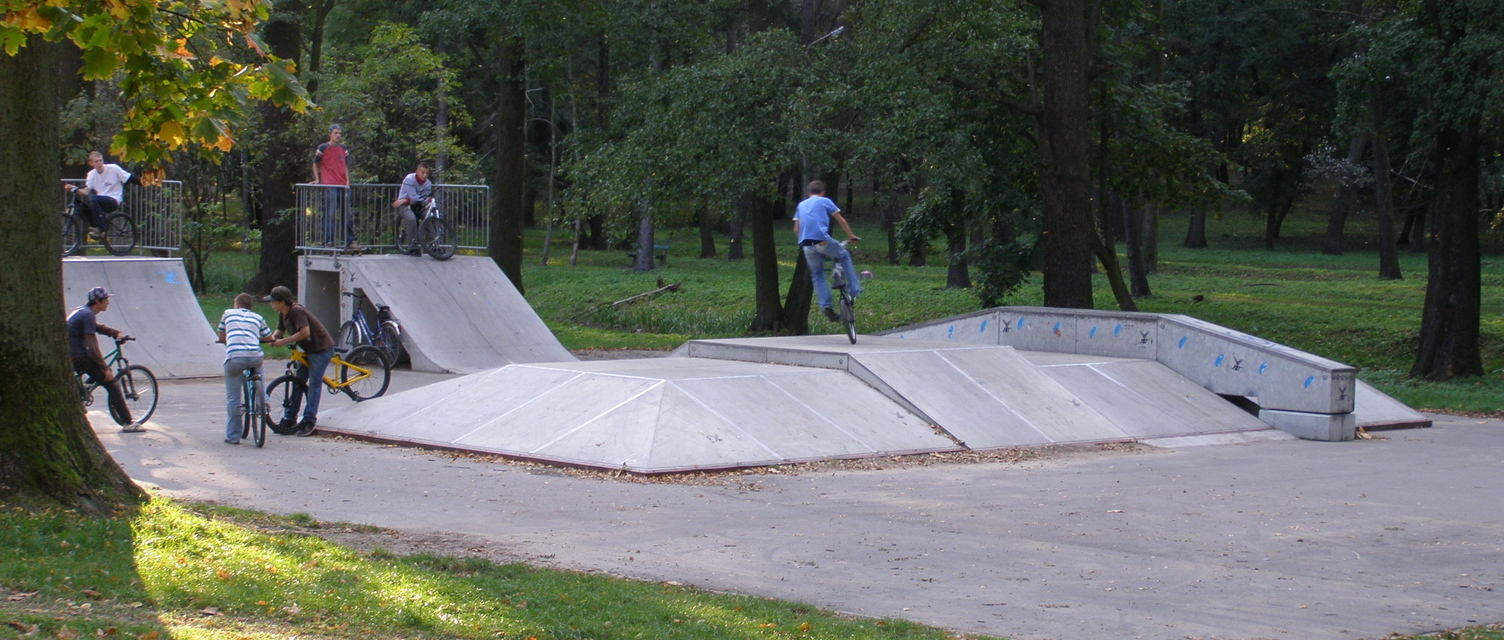
Skatepark

- Aquapark przy ul. Wyszyńskiego/Granicznej
  - kryte lodowisko (możliwe zamrożenie przy dodatnich temperaturach)
  - basen 25-metrowy
  - mniejsze baseny i zjeżdżalnia
- stadiony piłkarskie z bieżnią
  - miejski przy ul. Budowlanej (dostosowany do ligi okręgowej, planowana przebudowa)
  - Miejskiego Ośrodka Sportu i Rekreacji przy ul. Sportowej/Sosnkowskiego (dostosowany do IV ligi)
- korty tenisowe (np. ul. Wyszyńskiego/Kopernika, ul. Sportowa/Sosnkowskiego)
- klub tenisowy przy ul. Dąbrówki (dwa kryte korty tenisowe oraz dwa korty do squasha)
- odkryte boiska koszykarskie (rekreacja)
- boisko do siatkówki plażowej (rekreacja)
- sale sportowe przy szkołach (główna przy ul. Siennickiej, pozostałe bardzo małe)
- obiekty wojskowe (hala sportowa, stadion piłkarski, basen)
- Skate Park (na przestrzeni lat funkcjonują różne obiekty tego typu)
- kilka siłowni i szkół sztuk walki